# Авала-Ялимапо
Авала-Ялимапо (фр. Awala-Yalimapo) — коммуна во Французской Гвиане, заморском департаменте Франции, расположена в 60 километрах от Сен-Лоран-дю-Марони и 22 километрах от Мана. Основана 31 декабря 1988 года.

## География
Коммуна расположена на самом северо-западе Французской Гвианы. Входит в состав кантона Мана и округа Сен-Лоран-дю-Марони. Занимает территорию между устьем рек Мана и Марони. На севере граничит с Атлантическим океаном. На западе по реке Марони граничит с государством Суринам. На юге и востоке граничит с коммуной Мана.
Климат тропический. Коммуна состоит из двух деревень — Авала, на берегу реки Мана близ устья реки Марони, и Ялимапо, в устье Марони, а также поселения Поссоли.

## История
Название «авала» происходит от названия плодов местного растения авара. Обнаруженный здесь в конце 1950-х годов могильник и ряд других артефактов уже в наше время, свидетельствуют о том, что на этом месте существовало древнее поселение индейцев.
Коммуна была основана 31 декабря 1988 года на части территории коммуны Мана, по требованию индейцев калина, жителей деревень Ауара и Аттэ, где когда-то находился лагерь, приписанный к тюрьме в Сен-Лоран-дю-Марони.
Во время вооружённого конфликта в Суринаме, длившегося с 1982 по 1990 год, в коммуну из соседней страны хлынул поток беженцев, главным образом, индейцев калина из города Албина.

## Население
На 2011 год численность населения коммуны составляла 1305 человек. По этническому составу это, прежде всего, индейцы калина. В 2000 году около 60 % населения было моложе 20 лет.
| Демографические изменения |      |      |      |      |      |      |      |
| 1961                      | 1967 | 1974 | 1982 | 1990 | 1999 | 2006 | 2011 |
| 167                       | 165  | 208  | 292  | 630  | 887  | 1198 | 1305 |
| Источник                  |      |      |      |      |      |      |      |

## Культура
В коммуне действует начальная школа — Школьная группа Яманале. Продолжить обучение можно только в соседних коммунах: в школе в Сен-Лоран-дю-Марони и колледже Отили Лео в Мана.
Большое значение в коммуне предаётся сохранению культуры и языка индейцев калина. Здесь открыт и действует центр культуры и искусства индейцев калина. Сохраняются традиционные ремёсла, например, плетение предметов одежды и обихода. Проводятся традиционные фестивали в июле и декабре и церемонии в июле-августе. Ежегодно в мае отмечается день маниоки, а особой популярностью у местных жителей пользуется традиционное блюдо — торт из маниоки.
Одной из местных достопримечательностей являются руины тюремного лагеря у ручья Косуэн.
В коммуне расположен известный пляж Аттэ, длиной 5 километров, где с февраля по июль кожистые черепахи откладывают свои яйца. Этот пляж является одним из последних крупных районов гнездования кожистых и зелёных черепах. На этой территории создан Национальный заповедник Амана. В Яламапа действует центр по изучению и охране морских черепах, а также при содействии Всемирного фонда дикой природы открыт музей, где главной экспозицией является инкубатор морских черепах.